# Putovnica Austrije
Putovnica Austrije osobna je putna isprava koja se državljanima Austrije izdaje za putovanje i boravak u inozemstvu, kao i za povratak u zemlju. Za vrijeme boravka u inozemstvu, putna isprava služi za dokazivanje identiteta i kao dokaz o državljanstvu Austrije. Austrijska putovnica se izdaje za neograničen broj putovanja.
Austrija je potpisnica Schengena, pa građani Austrije mogu putovati u druge države Europske unije samo s osobnom iskaznicom.

### Stranica s identifikacijskim podacima
- slika vlasnika putovnice
- tip ("P" za putovnicu)
- kod države
- serijski broj putovnice
- prezime i ime vlasnika putovnice
- državljanstvo
- nadnevak rođenja (DD. MM. GGGG)
- spol (M za muškarce ili F za žene)
- mjesto rođenja
- nadnevak izdavanja (DD. MM. GGGG)
- potpis vlasnika putovnice
- nadnevak isteka (DD. MM. GGGG)
- autoritet[pojasniti]